# Miracle Mile
Miracle Mile är en amerikansk film från 1988.

## Handling
En ung man står och väntar på en kvinna som han skulle träffa i ett gathörn i Miracle Mile, Los Angeles. Plötsligt ringer det i telefonautomaten bredvid honom. Han svarar och får av en hysterisk person, som tror att han ringt till sin far höra, att kärnvapenkrig utbrutit mellan Sovjetunionen och USA och att bomberna kommer om bara 70 minuter. Nu börjar kampen för att ta sig ut från storstaden där bomberna kommer att träffa.

## Om filmen
Miracle Mile regisserades av Steve De Jarnatt, som även skrivit filmens manus. Filmen i sig ger en bild av den rädsla för sårbarhet som fanns under "kalla kriget", att ett land utan någon som helst förvarning skulle bli utsatt för ett större anfall med kärnvapen ifrån en främmande makt.

## Rollista (urval)
- Anthony Edwards - Harry Washello
- Mare Winningham - Julie Peters
- John Agar - Ivan Peters
- Lou Hancock - Lucy Peters
- Mykelti Williamson - Wilson
- Kelly Jo Minter - Charlotta
- Peter Berg - bandmedlem